# Cordula von Wysocki
Cordula von Wysocki (* 1960 in Köln) ist eine deutsche Journalistin. Von 2016 bis 2025 war sie Chefredakteurin der Tageszeitung Kölnische Rundschau.

## Biographie
Cordula von Wysocki wurde 1960 in Köln als erste Tochter von Ingeborg und Harald Banter (eigentlich von Wysocki) geboren und wuchs im rechtsrheinischen Teil der Stadt auf.
Sie begann 1981 als Redaktionsvolontärin bei der Kölnischen Rundschau und arbeitete bis 1992 in Köln und Bonn als Lokalredakteurin, Polizeireporterin und Chefreporterin. 1989 wurde sie mit dem Theodor-Wolff-Preis, dem Journalistenpreis der deutschen Zeitungen, ausgezeichnet, in dessen Jury sie 2013 selbst berufen wurde.
Nach einer beruflichen Station bei Burda war sie bis 1998 stellvertretende Chefredakteurin der Zeitschrift Marie Claire beim Verlag Gruner + Jahr, bevor sie als stellvertretende Chefredakteurin zur Kölnischen/Bonner Rundschau zurückkehrte. Ab 2009 leitete sie gemeinsam mit Engelbert Greis die Redaktion der Zeitung, die gleichzeitig eine Kooperation für den überregionalen Teil mit dem Bonner General-Anzeiger einging (beendet 2021, seither Bezug überregionaler Seiten von der Neuen Osnabrücker Zeitung). Von September 2016 bis April 2025 war sie Chefredakteurin der Zeitung.

## Publikationen

### Herausgeberschaft
- mit Michael Bröcker, Helge Matthiesen (Hrsg.): RheinLiebe. Flussgeschichten von Koblenz bis Emmerich. Droste, Düsseldorf 2016, ISBN 978-3-7700-2003-4.